# کوچربایوو
کوچربایوو (انگلیسی: Kucherbayevo) یک شهرک در شهرستان استرلیتاماکسکی استان باشقیرستان کشور روسیه است.